# Kosmos 1374

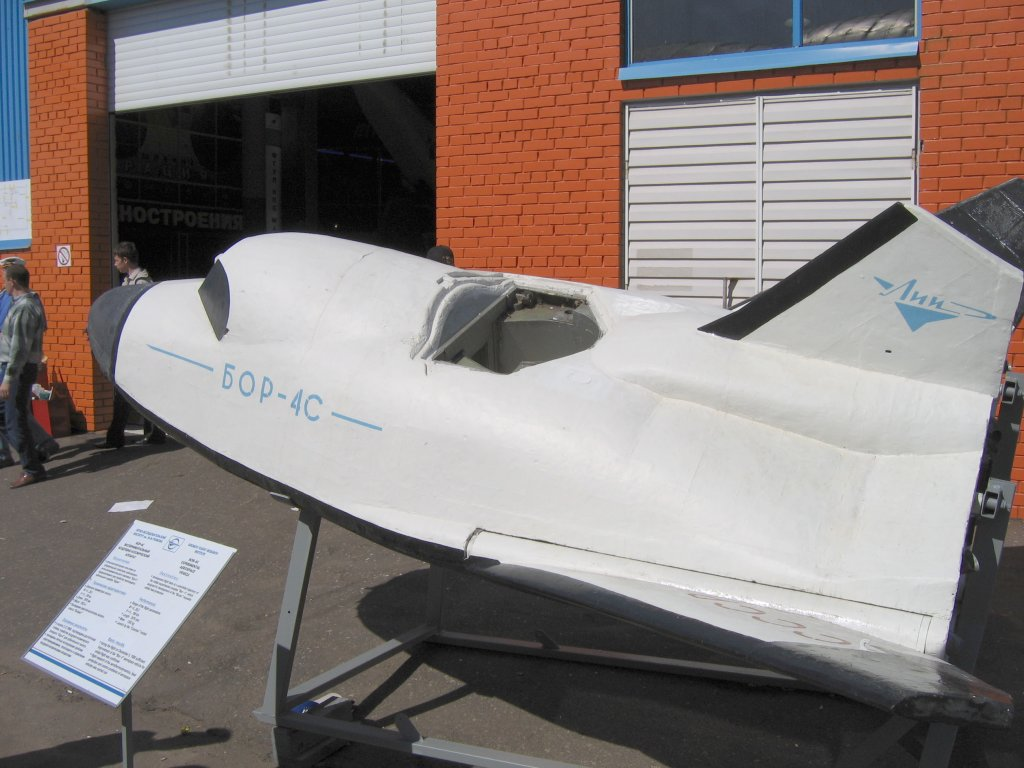
BOR-4S

Kosmos 1374 – byl sovětský malý raketoplán (BOR-4 2 =Bespilotnyj Orbital'nyj Raketoplan), který vykonal bezpilotní zkušební let v roce 1982.

## Okolnosti vzniku
V letech 1958 - 1981 došlo k zhotovení řady projektů, mnohé z nich zůstaly jen na papíře.
Nicméně došlo k vyrobení řady prototypů, zmenšených kopií připravovaného raketoplánu Buran a jejich vyslání na oběžnou dráhu Země. Že se jedná o raketoplán a nikoli družici, Sověti mnoho let tajili a zapírali. Prvním z těchto prototypů byl Kosmos 1374, také další byly zařazeny pod program Kosmos.

## Konstrukce
Nevelký raketoplán Kosmos 1374 byl stavěn jako vztlakové těleso dlouhé 386 cm a široké 228 cm. Jeho hmotnost bez pohonných látek byla 795 kg, vzletová 1450 kg. Byl vybaven padákovým systémem a odhoditelným motorem umístěným na hřbetě trupu. Prototyp vyrobil Tušinskij mašinostrojitelnyj závod (TMZ) v Moskevské oblasti SSSR.

## Zkušební let
Družice-raketoplán Kosmos 1374 byla vypuštěna z kosmodromu Kapustin Jar raketou Vertikal dne 3. června 1982. Let byl sledován třemi loděmi sovětského námořnictva, které byly právě nasazeny k sledování letu stanice Saljut 7. A také špionážními prostředky USA a Austrálie. Přistání se uskutečnilo tentýž den s pomocí padákového systému po vykonání jednoho obletu Země v Indickém oceánu, odkud byl vyloven lodí Petropavlovsk. Dodatečně byl katalogizován v COSPAR jako 1982-054A